# Nijntje for peace
Nijntje for peace is een kunstwerk in Amsterdam-Zuid.
Het beeld is een ontwerp voor Irma Boom. Ze was een van de vele kunstenaars die in het kader van UNICEF een eigen variant van nijntje mocht ontwerpen. Boom is als kunstenaar gespecialiseerd in twee dimensionale kunst. Ze maakt veelal boekontwerpen en ontwerpt de huisstijlen voor diverse bedrijven en instellingen. Ook haar grootste kunstwerk Zeegezicht aan het IJ is tweedimensionaal. Ze probeerde ook het figuurtje om te werken naar een tweedimensionaal kunstwerk, maar kwam daarmee niet vooruit. Ze interpreteerde vervolgens het gezichtje van het konijn naar het internationale teken voor vrijheid. Boom ontwierp "haar Nijntje" voor de Nijntje Art Parade in 2015.
Nijntje for peace is te zien in de museumtuin behorende bij het Rijksmuseum te Amsterdam.

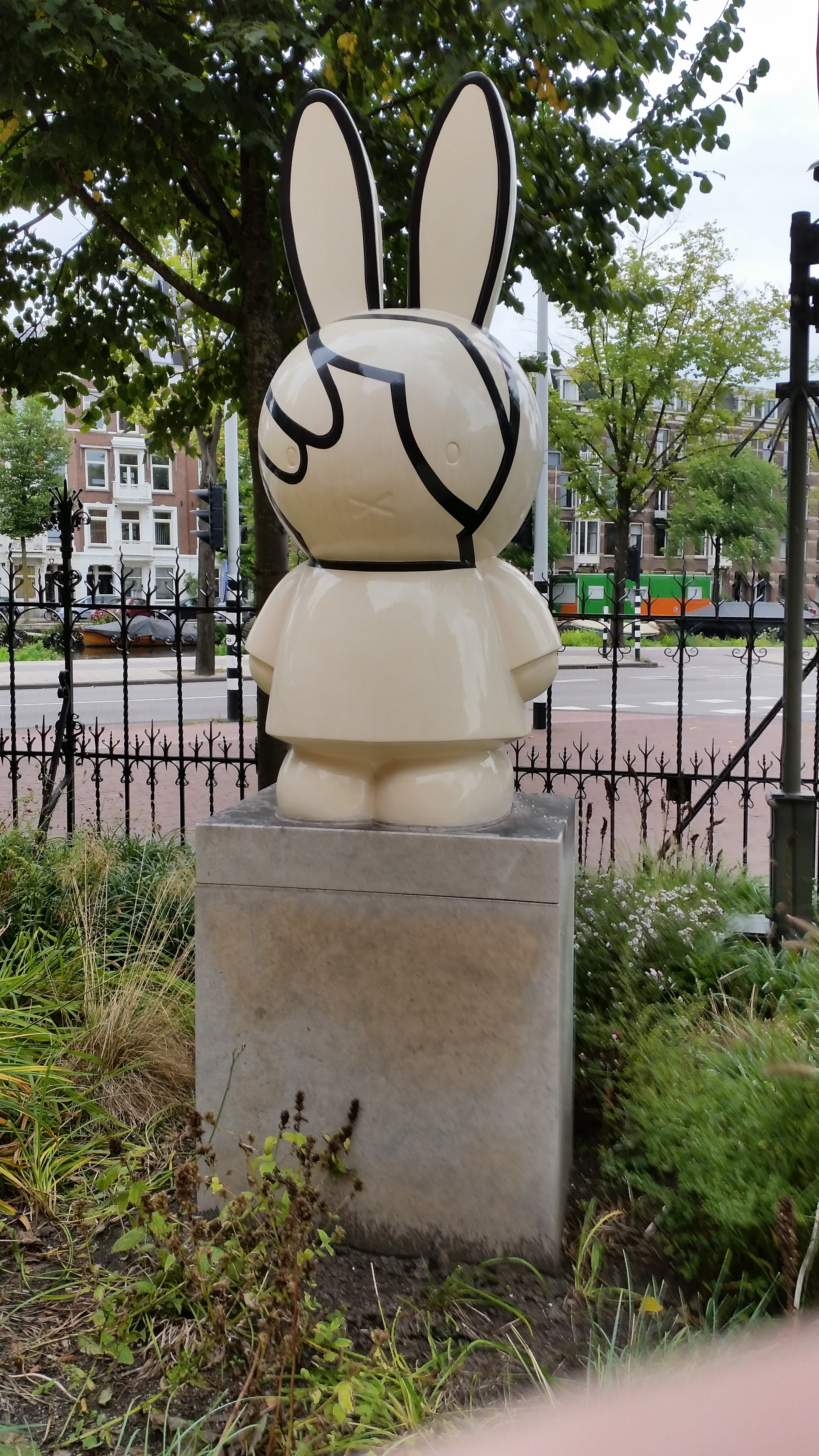
Vooraanzicht
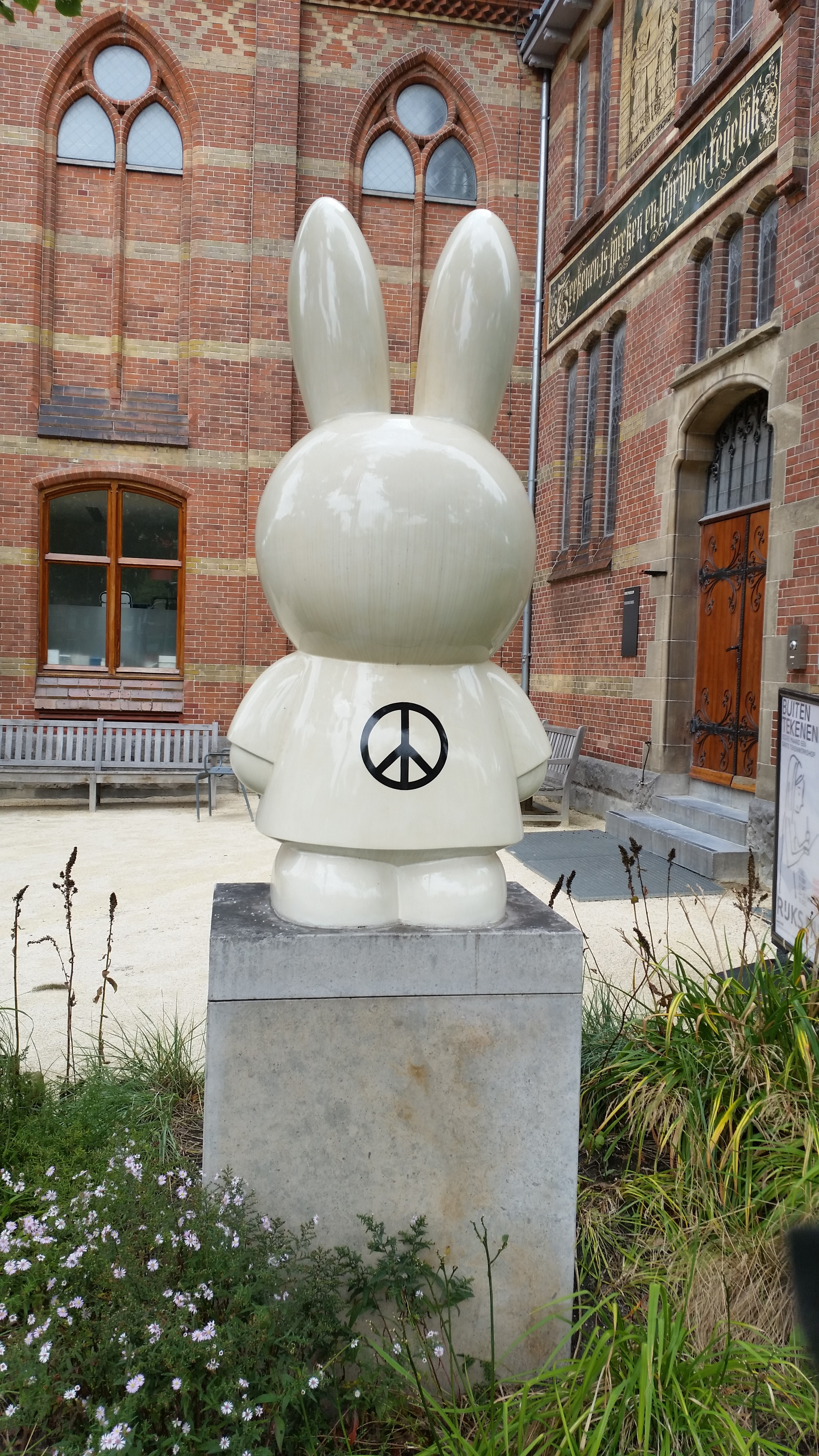
Achteraanzicht